# 金泳澈
金泳澈（1976年6月30日—），出生于韩国仁川广域市，是一位韩国足球运动员，现效力于K联赛球队全南天龙，他曾经入选韩国国家队参加2006年世界杯足球赛。

## 俱乐部生涯
金泳澈在1999年加盟K联赛球队城南一和，开始自己的职业足球生涯。在2003年，他转投K联赛新组建的军队球队光州尚武，以完成自己的义务兵役，在军队退役后他回到城南一和，一直效力到2008年，他总共为城南一和出场206场联赛，打进1球。2009年，他转会到全南天龙。

## 国家队生涯
1997年，当时还在大学球队的金泳澈首次代表韩国国家队出场。2005年11月12日，他在和瑞典队的友谊赛中打进在国家队的唯一一个进球。